# Héctor Morales
Héctor Miguel Morales Llanas (ur. 3 maja 1985 w San Nicolás) – meksykański piłkarz występujący na pozycji środkowego obrońcy, obecnie zawodnik Atlante.

## Kariera klubowa
Morales jest wychowankiem klubu CF Monterrey, jednak jeszcze zanim został włączony do seniorskiej drużyny, udał się na roczne wypożyczenie do drugoligowej filii zespołu, Cobras de Ciudad Juárez, gdzie pełnił rolę podstawowego gracza. Po powrocie do swojej macierzystej ekipy jeszcze przez rok grał w drugoligowych rezerwach, a treningi z pierwszym zespołem rozpoczął za kadencji szkoleniowca Miguela Herrery. W meksykańskiej Primera División zadebiutował 26 sierpnia 2006 w wygranym 2:0 meczu z Atlante, lecz nie potrafił wywalczyć sobie miejsca w wyjściowej jedenastce i po kilku miesiącach został wypożyczony po raz kolejny, tym razem do drugoligowego Realu de Colima, gdzie również spędził dwanaście miesięcy. W barwach Monterrey zaczął regularnie pojawiać się na boiskach dopiero po przyjściu trenera Víctora Manuela Vuceticha – w jesiennym sezonie Apertura 2009 wywalczył z nim tytuł mistrza Meksyku, nie notując żadnego występu, lecz w styczniu 2010, mając już znacznie pewniejsze miejsce w składzie, triumfował w rozgrywkach kwalifikacyjnych do Copa Libertadores – InterLidze.
Premierowego gola w najwyższej klasie rozgrywkowej Morales strzelił 16 stycznia 2010 w wygranej 4:0 konfrontacji z Indios. Podczas sezonu Apertura 2010 zdobył z Monterrey drugie już w karierze mistrzostwo Meksyku, zaś w 2011 roku zwyciężył w najbardziej prestiżowych rozgrywkach kontynentu – Lidze Mistrzów CONCACAF. Dzięki temu wziął udział w Klubowych Mistrzostwach Świata, gdzie wraz ze swoją drużyną zajął dopiero piąte miejsce. W wiosennych rozgrywkach Clausura 2012 wywalczył wicemistrzostwo kraju oraz powtórzył osiągnięcie sprzed roku – triumf w rozgrywkach północnoamerykańskiej Ligi Mistrzów. W 2012 roku kolejny raz wyjechał z Monterrey na Klubowe Mistrzostwach Świata, tym razem notując znacznie lepszy niż ostatnio występ; jego drużyna odpadła dopiero w półfinale, zajmując ostateczne trzecią lokatę. W 2013 roku po raz trzeci z rzędu wygrał północnoamerykańską Ligę Mistrzów, pełniąc już jednak głównie rolę rezerwowego.
Latem 2013 Morales na zasadzie wypożyczenia zasilił drużynę Atlante FC z siedzibą w mieście Cancún.
| Sezon     | Klub                    | Kraj   | Rozgrywki  | Mecze | Bramki |
| --------- | ----------------------- | ------ | ---------- | ----- | ------ |
| 2004/2005 | Cobras de Ciudad Juárez | Meksyk | Ascenso MX | 33    | 2      |
| 2005/2006 | CF Monterrey            | Meksyk | Liga MX    | 0     | 0      |
| 2006/2007 | CF Monterrey            | Meksyk | Liga MX    | 2     | 0      |
| 2007/2008 | Real de Colima          | Meksyk | Ascenso MX | 25    | 3      |
| 2008/2009 | CF Monterrey            | Meksyk | Liga MX    | 2     | 0      |
| 2009/2010 | CF Monterrey            | Meksyk | Liga MX    | 15    | 2      |
| 2010/2011 | CF Monterrey            | Meksyk | Liga MX    | 25    | 0      |
| 2011/2012 | CF Monterrey            | Meksyk | Liga MX    | 22    | 0      |
| 2012/2013 | CF Monterrey            | Meksyk | Liga MX    | 21    | 2      |
| 2013/2014 | Atlante FC              | Meksyk | Liga MX    |       |        |